# گل‌استکانی برگ‌گرد
گل‌استکانی برگ‌گرد (نام علمی: Campanula rotundifolia) گیاهی چند ساله است که در مرکز اروپا، سیبری، شمال آمریکا انتشار دارد. طول گیاه بین ۳۰–۱۵ سانتیمتر است. زمان گلدهی بین ماه ژوئن تا اوت است.
گل‌استکانی برگ‌گرد به طور غیررسمی گل ملی کشور اسکاتلند به شمار می‌آید.